# 綱引き (嘉陽)
綱引き（つなひき）は、沖縄県名護市嘉陽で行われている年中行事である。現地ではホーイヤジナ又はチナピキと呼ばれる。

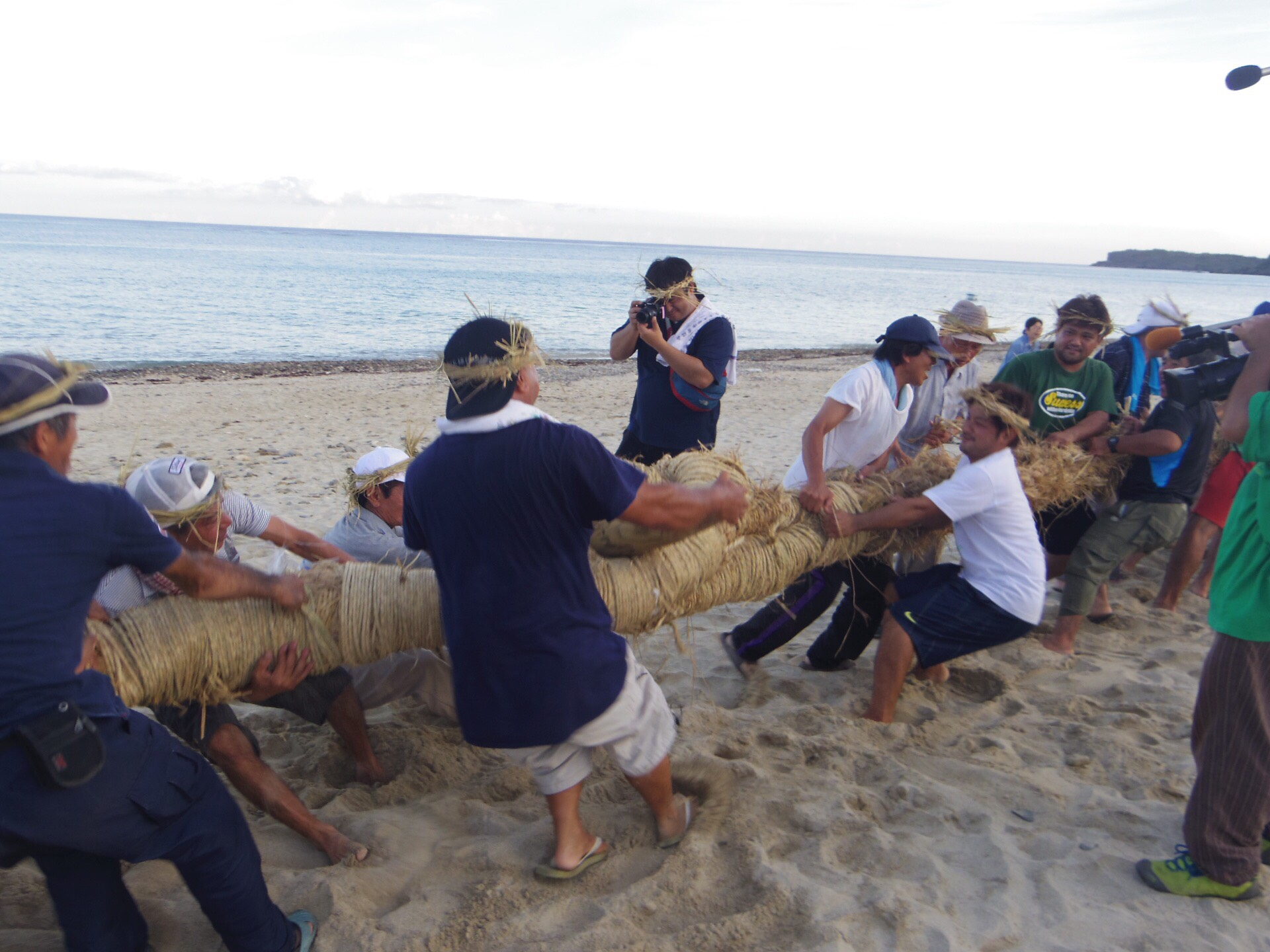
嘉陽の綱引き

## 概要
毎年旧暦の6月26日前後に五穀豊穰や集落の繁栄を祈って開催される。
当日の午前中に綱引きで使用する綱を打ち、夕方頭に藁を巻いた人々が浜で東西に分かれて一回勝負の綱引きをおこなう。綱引きが終わると、その綱で円を描いて土俵を作り、相撲などをして楽しむ。綱引きが始まる一時間ほど前には景気づけのために三線や太鼓、ホラ貝が鳴らされる。
以前は住民のほとんどが稲作を営んでいたため、綱の材料は各戸からその家族分の束数を徴収していた。しかし嘉陽での稲作の衰退により、材料である藁を集めるのが難しくなったため、現在ではロープを使用したり他から藁を買ったりということも多くなっている。